# 法特镇
44°29′04″N 126°31′19″E / 44.48444°N 126.52194°E
法特镇位于中国吉林省舒兰市西北部，第二松花江东岸，东距舒兰市市区45公里，南距吉林市75公里，国道202线从辖区中心穿过，交通便利。全镇幅员面积146.98平方公里，人口3.8万人。
法特镇西北部的松花江东岸，西团山（又名珠山）脚下，有清朝顺治年间形成的黄鱼圈（44°31′N 126°26′E / 44.517°N 126.433°E为皇帝进贡而圈养鳇鱼的地方）遗址，是吉林省重点文物保护单位。

## 行政区划
桥头溪乡下辖以下地区：
水曲柳社区、七道社区、周家村、荣进村、大树村、先进村、东升村、进步村、五道村、水曲柳村、清泉村、保房村、太安村、岗街村、锦德村、路家村、六道村和胜利村。